# Slittino ai IV Giochi olimpici giovanili invernali
Le gare di slittino dei IV Giochi olimpici giovanili invernali del Gangwon 2024 si sono svolte tra il 20 e il 23 gennaio all'Alpensia Sliding Centre di Daegwallyeong, in Corea del Sud. Sono state disputate cinque gare: singolo e doppio femminili e maschili e una staffetta mista.

## Podi

### Ragazze
| Evento           | Oro                                          | Tempo    | Argento                        | Tempo    | Bronzo                        | Tempo    |
| Singolo dettagli | Antonia Pietschmann                          | 1'35"774 | Alexandra Oberstolz            | 1'36"326 | Marie Riedl                   | 1'36"928 |
| Doppio dettagli  | Italia Alexandra Oberstolz Katharina Koefler | 1'36"471 | Austria Marie Riedl Nina Lerch | 1'37"141 | Austria Lina Riedl Anna Lerch | 1'37"378 |

### Ragazzi
| Evento           | Oro                                          | Tempo    | Argento                                         | Tempo    | Bronzo                                     | Tempo    |
| Singolo dettagli | Leon Haselrieder                             | 1'32"356 | Paul Socher                                     | 1'32"541 | Philipp Brunner                            | 1'33"241 |
| Doppio dettagli  | Italia Philipp Brunner Manuel Weissensteiner | 1'34"283 | Lettonia Janis Gruzdulis-Borovojs Edens Cepulis | 1'34"630 | Germania Louis Gruenbeck Maximilian Kuehrt | 1'35"076 |

### Misti
| Evento                  | Oro                                                                               | Tempo    | Argento                                                                                  | Tempo    | Bronzo                                                            | Tempo    |
| Gara a squadre dettagli | Italia Alexandra Oberstolz Leon Haselrieder Philipp Brunner Manuel Weissensteiner | 2'29"470 | Lettonia Margita Sirsniņa Edvards Marts Markitāns Jānis Gruzdulis-Borovojs Ēdens Čepulis | 2'30"299 | Austria Marie Riedl Paul Socher Johannes Scharnagl Moritz Schiegl | 2'30"421 |